# La Flèche Wallonne 2024
La Flèche Wallonne 2024 var den 88. udgave af cykelløbet, den belgiske ardennerklassiker, La Flèche Wallonne. Det 198,6 km lange linjeløb blev kørt den 17. april 2024 med start i Charleroi og mål på toppen af Mur de Huy. Løbet var 18. arrangement på UCI World Tour 2024.
Løbet blev vundet af britiske Stephen Williams fra Israel-Premier Tech.

## Resultat
| \| Samlede stilling \| Samlede stilling \| Samlede stilling \| Samlede stilling \| Samlede stilling \| \| Rytter \| Rytter \| Hold \| Tid \| \| \| ---------------- \| -------------------------- \| -------------------------- \| ---------------- \| ---------------- \| \| 1. \| Stephen Williams \| Israel-Premier Tech \| 4t 40' 24" \| \| \| 2. \| Kévin Vauquelin \| Arkéa-B&B Hotels \| + 0" \| \| \| 3. \| Maxim Van Gils \| Lotto Dstny \| + 3" \| \| \| 4. \| Benoît Cosnefroy \| Decathlon-AG2R La Mondiale \| + 3" \| \| \| 5. \| Santiago Buitrago \| Bahrain Victorious \| + 3" \| \| \| 6. \| Tobias Halland Johannessen \| Uno-X Mobility \| + 10" \| \| \| 7. \| Romain Grégoire \| Groupama-FDJ \| + 10" \| \| \| 8. \| Dorian Godon \| Decathlon-AG2R La Mondiale \| + 10" \| \| \| 9. \| Tiesj Benoot \| Team Visma \\| Lease a Bike \| + 10" \| \| \| 10. \| Guillaume Martin \| Cofidis \| + 10" \| \| |                            |                            |            |
| |                            |                            |            |
| Kilde: ProCyclingStats |                            |                            |            |
| Samlede stilling |                            |                            |            |
| Rytter | Rytter                     | Hold                       | Tid        |
| 1. | Stephen Williams           | Israel-Premier Tech        | 4t 40' 24" |
| 2. | Kévin Vauquelin            | Arkéa-B&B Hotels           | + 0"       |
| 3. | Maxim Van Gils             | Lotto Dstny                | + 3"       |
| 4. | Benoît Cosnefroy           | Decathlon-AG2R La Mondiale | + 3"       |
| 5. | Santiago Buitrago          | Bahrain Victorious         | + 3"       |
| 6. | Tobias Halland Johannessen | Uno-X Mobility             | + 10"      |
| 7. | Romain Grégoire            | Groupama-FDJ               | + 10"      |
| 8. | Dorian Godon               | Decathlon-AG2R La Mondiale | + 10"      |
| 9. | Tiesj Benoot               | Team Visma \| Lease a Bike | + 10"      |
| 10. | Guillaume Martin           | Cofidis                    | + 10"      |

## Hold og ryttere
| UCI WorldTeams (18)- Arkéa-B&B Hotels - Alpecin-Deceuninck - Astana Qazaqstan Team - Bahrain Victorious - Bora-Hansgrohe - Cofidis - Decathlon-AG2R La Mondiale - EF Education-EasyPost - Groupama-FDJ - Ineos Grenadiers - Intermarché-Wanty - Lidl-Trek - Movistar Team - Soudal Quick-Step - Team dsm-firmenich PostNL - Team Jayco AlUla - Team Visma \| Lease a Bike - UAE Team Emirates UCI ProTeams (7)- Bingoal WB - Euskaltel-Euskadi - Israel-Premier Tech - Lotto Dstny - Q36.5 Pro Cycling Team - TotalEnergies - Uno-X Mobility |
| |

### Danske ryttere
| Danske ryttere på startlisten |                      |                       |           |
| Rygnummer                     | Rytter               | Hold                  | Placering |
| 11                            | Mattias Skjelmose    | Lidl-Trek             | DNF       |
| 34                            | Jakob Fuglsang       | Israel-Premier Tech   | DNF       |
| 65                            | Andreas Kron         | Lotto Dstny           | 41        |
| 67                            | Jonas Gregaard       | Lotto Dstny           | DNF       |
| 134                           | Søren Kragh Andersen | Alpecin-Deceuninck    | 37        |
| 144                           | Mikkel Honoré        | EF Education-EasyPost | DNF       |
| 155                           | Anders Foldager      | Team Jayco AlUla      | DNF       |
| 203                           | Anthon Charmig       | Astana Qazaqstan Team | 42        |
| 217                           | Frederik Wandahl     | Bora-Hansgrohe        | DNF       |

* DNF = gennemførte ikke

### Startliste
| UAE Team Emirates UAD | UAE Team Emirates UAD         | UAE Team Emirates UAD |
| --------------------- | ----------------------------- | --------------------- |
| Nr.                   | Rytter                        | Placering             |
| 1                     | Marc Hirschi (SUI) (landevej) | DNF                   |
| 2                     | Juan Ayuso (ESP)              | DNF                   |
| 3                     | Finn Fisher-Black (NZL)       | DNF                   |
| 4                     | João Almeida (POR)            | DNF                   |
| 5                     | Brandon McNulty (USA)         | DNF                   |
| 6                     | Domen Novak (SLO)             | DNF                   |
| 7                     | Diego Ulissi (ITA)            | DNF                   |

| Lidl-Trek LTK | Lidl-Trek LTK                      | Lidl-Trek LTK |
| ------------- | ---------------------------------- | ------------- |
| Nr.           | Rytter                             | Placering     |
| 11            | Mattias Skjelmose (DEN) (landevej) | DNF           |
| 12            | Andrea Bagioli (ITA)               | DNF           |
| 13            | Julien Bernard (FRA)               | DNF           |
| 14            | Patrick Konrad (AUT)               | DNF           |
| 15            | Bauke Mollema (NED)                | 35.           |
| 16            | Sam Oomen (NED)                    | DNF           |
| 17            | Toms Skujiņš (LAT)                 | 12.           |

| Soudal Quick-Step SOQ | Soudal Quick-Step SOQ   | Soudal Quick-Step SOQ |
| --------------------- | ----------------------- | --------------------- |
| Nr.                   | Rytter                  | Placering             |
| 21                    | Mauri Vansevenant (BEL) | DNF                   |
| 22                    | Antoine Huby (FRA)      | DNF                   |
| 23                    | James Knox (GBR)        | DNF                   |
| 24                    | Pepijn Reinderink (NED) | DNF                   |
| 25                    | Pieter Serry (BEL)      | DNF                   |
| 26                    | Ilan Van Wilder (BEL)   | 16.                   |
| 27                    | Louis Vervaeke (BEL)    | DNF                   |

| Israel-Premier Tech IPT | Israel-Premier Tech IPT | Israel-Premier Tech IPT |
| ----------------------- | ----------------------- | ----------------------- |
| Nr.                     | Rytter                  | Placering               |
| 31                      | Dylan Teuns (BEL)       | DNF                     |
| 32                      | George Bennett (NZL)    | DNF                     |
| 33                      | Simon Clarke (AUS)      | DNF                     |
| 34                      | Jakob Fuglsang (DEN)    | DNF                     |
| 35                      | Nick Schultz (AUS)      | DNF                     |
| 36                      | Jake Stewart (GBR)      | DNF                     |
| 37                      | Stephen Williams (GBR)  | 1.                      |

| Cofidis COF | Cofidis COF            | Cofidis COF |
| ----------- | ---------------------- | ----------- |
| Nr.         | Rytter                 | Placering   |
| 41          | Jon Izagirre (ESP)     | DNF         |
| 42          | Rubén Fernández (ESP)  | DNF         |
| 43          | Ben Hermans (BEL)      | DNF         |
| 44          | Jesús Herrada (ESP)    | DNF         |
| 45          | Gorka Izagirre (ESP)   | DNF         |
| 46          | Guillaume Martin (FRA) | 10.         |
| 47          | Anthony Perez (FRA)    | DNF         |

| Team Visma \| Lease a Bike TVL | Team Visma \| Lease a Bike TVL | Team Visma \| Lease a Bike TVL |
| ------------------------------ | ------------------------------ | ------------------------------ |
| Nr.                            | Rytter                         | Placering                      |
| 51                             | Tiesj Benoot (BEL)             | 9.                             |
| 52                             | Johannes Staune-Mittet (NOR)   | 27.                            |
| 53                             | Milan Vader (NED)              | DNF                            |
| 54                             | Loe van Belle (NED)            | DNF                            |
| 55                             | Tosh Van der Sande (BEL)       | DNF                            |
| 56                             | Tim van Dijke (NED)            | 20.                            |
| 57                             | Julien Vermote (BEL)           | DNF                            |

| Lotto Dstny LTD | Lotto Dstny LTD        | Lotto Dstny LTD |
| --------------- | ---------------------- | --------------- |
| Nr.             | Rytter                 | Placering       |
| 61              | Maxim Van Gils (BEL)   | 3.              |
| 62              | Jenno Berckmoes (BEL)  | DNF             |
| 63              | Logan Currie (NZL)     | DNF             |
| 64              | Jarrad Drizners (AUS)  | DNF             |
| 65              | Andreas Kron (DEN)     | 41.             |
| 66              | Sylvain Moniquet (BEL) | DNF             |
| 67              | Jonas Gregaard (DEN)   | DNF             |

| Team dsm-firmenich PostNL DFP | Team dsm-firmenich PostNL DFP | Team dsm-firmenich PostNL DFP |
| ----------------------------- | ----------------------------- | ----------------------------- |
| Nr.                           | Rytter                        | Placering                     |
| 71                            | Kevin Vermaerke (USA)         | DNF                           |
| 72                            | Matthew Dinham (AUS)          | DNF                           |
| 73                            | Patrick Eddy (AUS)            | DNF                           |
| 74                            | Enzo Leijnse (NED)            | 21.                           |
| 75                            | Tim Naberman (NED)            | DNF                           |
| 76                            | Martijn Tusveld (NED)         | DNF                           |
| 77                            | Frank van den Broek (NED)     | DNF                           |

| Arkéa-B&B Hotels ARK | Arkéa-B&B Hotels ARK      | Arkéa-B&B Hotels ARK |
| -------------------- | ------------------------- | -------------------- |
| Nr.                  | Rytter                    | Placering            |
| 81                   | Kévin Vauquelin (FRA)     | 2.                   |
| 82                   | Louis Barré (FRA)         | DNF                  |
| 83                   | Clément Champoussin (FRA) | 11.                  |
| 84                   | Ewen Costiou (FRA)        | DNF                  |
| 85                   | Anthony Delaplace (FRA)   | DNF                  |
| 86                   | Simon Guglielmi (FRA)     | DNF                  |
| 87                   | Laurens Huys (BEL)        | DNF                  |

| Movistar Team MOV | Movistar Team MOV             | Movistar Team MOV |
| ----------------- | ----------------------------- | ----------------- |
| Nr.               | Rytter                        | Placering         |
| 91                | Oier Lazkano (ESP) (landevej) | DNF               |
| 92                | Alex Aranburu (ESP)           | DNF               |
| 93                | Jorge Arcas (ESP)             | DNF               |
| 94                | Carlos Canal (ESP)            | 38.               |
| 95                | Davide Formolo (ITA)          | 24.               |
| 96                | Iván García Cortina (ESP)     | DNF               |
| 97                | Iván Romeo (ESP)              | DNF               |

| Bahrain Victorious TBV | Bahrain Victorious TBV  | Bahrain Victorious TBV |
| ---------------------- | ----------------------- | ---------------------- |
| Nr.                    | Rytter                  | Placering              |
| 101                    | Pello Bilbao (ESP)      | DNF                    |
| 102                    | Yukiya Arashiro (JPN)   | DNF                    |
| 103                    | Santiago Buitrago (COL) | 5.                     |
| 104                    | Nicolò Buratti (ITA)    | DNF                    |
| 105                    | Fran Miholjević (CRO)   | DNF                    |
| 106                    | Łukasz Wiśniowski (POL) | DNF                    |
| 107                    | Edoardo Zambanini (ITA) | DNF                    |

| Uno-X Mobility UXM | Uno-X Mobility UXM               | Uno-X Mobility UXM |
| ------------------ | -------------------------------- | ------------------ |
| Nr.                | Rytter                           | Placering          |
| 111                | Tobias Halland Johannessen (NOR) | 6.                 |
| 112                | Martin Bugge Urianstad (NOR)     | 43.                |
| 113                | Odd Christian Eiking (NOR)       | 17.                |
| 114                | Markus Hoelgaard (NOR)           | 30.                |
| 115                | Ådne Holter (NOR)                | 31.                |
| 116                | Anders Skaarseth (NOR)           | 23.                |
| 117                | Andreas Leknessund (NOR)         | 36.                |

| Ineos Grenadiers IGD | Ineos Grenadiers IGD     | Ineos Grenadiers IGD |
| -------------------- | ------------------------ | -------------------- |
| Nr.                  | Rytter                   | Placering            |
| 121                  | Tom Pidcock (GBR)        | DNF                  |
| 122                  | Laurens De Plus (BEL)    | DNF                  |
| 123                  | Omar Fraile (ESP)        | DNF                  |
| 124                  | Ethan Hayter (GBR)       | DNF                  |
| 125                  | Michał Kwiatkowski (POL) | DNF                  |
| 126                  | Brandon Rivera (COL)     | DNF                  |
| 127                  | Cameron Wurf (AUS)       | DNF                  |

| Alpecin-Deceuninck ADC | Alpecin-Deceuninck ADC     | Alpecin-Deceuninck ADC |
| ---------------------- | -------------------------- | ---------------------- |
| Nr.                    | Rytter                     | Placering              |
| 131                    | Axel Laurance (FRA)        | 18.                    |
| 132                    | Quinten Hermans (BEL)      | 19.                    |
| 133                    | Juri Hollmann (GER)        | DNF                    |
| 134                    | Søren Kragh Andersen (DEN) | 37.                    |
| 135                    | Xandro Meurisse (BEL)      | DNF                    |
| 136                    | Luca Vergallito (ITA)      | 44.                    |
| 137                    | Stan Van Tricht (BEL)      | DNF                    |

| EF Education-EasyPost EFE | EF Education-EasyPost EFE  | EF Education-EasyPost EFE |
| ------------------------- | -------------------------- | ------------------------- |
| Nr.                       | Rytter                     | Placering                 |
| 141                       | Richard Carapaz (ECU)      | 13.                       |
| 142                       | Owain Doull (GBR)          | DNF                       |
| 143                       | Ben Healy (IRL) (landevej) | 34.                       |
| 144                       | Mikkel Honoré (DEN)        | DNF                       |
| 145                       | Archie Ryan (IRL)          | DNF                       |
| 146                       | James Shaw (GBR)           | DNF                       |
| 147                       | Harry Sweeny (AUS)         | DNF                       |

| Team Jayco AlUla JAY | Team Jayco AlUla JAY   | Team Jayco AlUla JAY |
| -------------------- | ---------------------- | -------------------- |
| Nr.                  | Rytter                 | Placering            |
| 151                  | Michael Matthews (AUS) | DNF                  |
| 152                  | Lawson Craddock (USA)  | DNF                  |
| 153                  | Davide De Pretto (ITA) | DNF                  |
| 154                  | Luke Durbridge (AUS)   | DNF                  |
| 155                  | Anders Foldager (DEN)  | DNF                  |
| 156                  | Jan Maas (NED)         | DNF                  |
| 157                  | Mauro Schmid (SUI)     | DNF                  |

| Groupama-FDJ GFC | Groupama-FDJ GFC                  | Groupama-FDJ GFC |
| ---------------- | --------------------------------- | ---------------- |
| Nr.              | Rytter                            | Placering        |
| 161              | David Gaudu (FRA)                 | DNF              |
| 162              | Lorenzo Germani (ITA)             | 40.              |
| 163              | Romain Grégoire (FRA)             | 7.               |
| 164              | Valentin Madouas (FRA) (landevej) | 15.              |
| 165              | Quentin Pacher (FRA)              | DNF              |
| 166              | Rémy Rochas (FRA)                 | DNF              |
| 167              | Clément Russo (FRA)               | DNF              |

| Intermarché-Wanty IWA | Intermarché-Wanty IWA     | Intermarché-Wanty IWA |
| --------------------- | ------------------------- | --------------------- |
| Nr.                   | Rytter                    | Placering             |
| 171                   | Francesco Busatto (ITA)   | DNF                   |
| 172                   | Baptiste Planckaert (BEL) | DNF                   |
| 173                   | Lilian Calmejane (FRA)    | DNF                   |
| 174                   | Kevin Colleoni (ITA)      | DNF                   |
| 175                   | Tom Paquot (BEL)          | DNF                   |
| 176                   | Lorenzo Rota (ITA)        | DNF                   |
| 177                   | Rein Taaramäe (EST)       | DNF                   |

| TotalEnergies TEN | TotalEnergies TEN        | TotalEnergies TEN |
| ----------------- | ------------------------ | ----------------- |
| Nr.               | Rytter                   | Placering         |
| 181               | Mathieu Burgaudeau (FRA) | DNF               |
| 182               | Fabien Doubey (FRA)      | 25.               |
| 183               | Fabien Grellier (FRA)    | DNF               |
| 184               | Alan Jousseaume (FRA)    | DNF               |
| 185               | Jordan Jegat (FRA)       | 14.               |
| 186               | Alexis Vuillermoz (FRA)  | DNF               |
| 187               | Mattéo Vercher (FRA)     | DNF               |

| Decathlon-AG2R La Mondiale DAT | Decathlon-AG2R La Mondiale DAT | Decathlon-AG2R La Mondiale DAT |
| ------------------------------ | ------------------------------ | ------------------------------ |
| Nr.                            | Rytter                         | Placering                      |
| 191                            | Benoît Cosnefroy (FRA)         | 4.                             |
| 192                            | Bruno Armirail (FRA)           | 22.                            |
| 193                            | Dorian Godon (FRA)             | 8.                             |
| 194                            | Jordan Labrosse (FRA)          | DNF                            |
| 195                            | Paul Lapeira (FRA)             | DNF                            |
| 196                            | Nicolas Prodhomme (FRA)        | 32.                            |
| 197                            | Valentin Retailleau (FRA)      | DNF                            |

| Astana Qazaqstan Team AST | Astana Qazaqstan Team AST       | Astana Qazaqstan Team AST |
| ------------------------- | ------------------------------- | ------------------------- |
| Nr.                       | Rytter                          | Placering                 |
| 201                       | Simone Velasco (ITA) (landevej) | DNF                       |
| 202                       | Samuele Battistella (ITA)       | DNF                       |
| 203                       | Anthon Charmig (DEN)            | 42.                       |
| 204                       | Igor Tjzhan (KAZ)               | DNF                       |
| 205                       | Jevgenij Fedorov (KAZ)          | DNF                       |
| 206                       | Cristian Scaroni (ITA)          | DNF                       |
| 207                       | Santiago Umba (COL)             | DNF                       |

| Bora-Hansgrohe BOH | Bora-Hansgrohe BOH     | Bora-Hansgrohe BOH |
| ------------------ | ---------------------- | ------------------ |
| Nr.                | Rytter                 | Placering          |
| 211                | Aleksandr Vlasov       | DNF                |
| 212                | Roger Adrià (ESP)      | 26.                |
| 213                | Giovanni Aleotti (ITA) | DNF                |
| 214                | Alexander Hajek (AUT)  | DNF                |
| 215                | Bob Jungels (LUX)      | DNF                |
| 216                | Matteo Sobrero (ITA)   | DNF                |
| 217                | Frederik Wandahl (DEN) | DNF                |

| Q36.5 Pro Cycling Team Q36 | Q36.5 Pro Cycling Team Q36 | Q36.5 Pro Cycling Team Q36 |
| -------------------------- | -------------------------- | -------------------------- |
| Nr.                        | Rytter                     | Placering                  |
| 221                        | Gianluca Brambilla (ITA)   | DNF                        |
| 222                        | Walter Calzoni (ITA)       | DNF                        |
| 223                        | Mark Donovan (GBR)         | DNF                        |
| 224                        | Alessandro Fancellu (ITA)  | DNF                        |
| 225                        | Damien Howson (AUS)        | 29.                        |
| 226                        | Joey Rosskopf (USA)        | DNF                        |
| 227                        | James Whelan (AUS)         | DNF                        |

| Bingoal WB BWB | Bingoal WB BWB            | Bingoal WB BWB |
| -------------- | ------------------------- | -------------- |
| Nr.            | Rytter                    | Placering      |
| 231            | Floris De Tier (BEL)      | DNF            |
| 232            | Louka Matthys (BEL)       | DNF            |
| 233            | Johan Meens (BEL)         | 39.            |
| 234            | Luca Van Boven (BEL)      | 28.            |
| 235            | Aaron Van der Beken (BEL) | DNF            |
| 236            | Giacomo Villa (ITA)       | DNF            |
| 237            | Loïc Vliegen (BEL)        | DNF            |

| Euskaltel-Euskadi EUS | Euskaltel-Euskadi EUS    | Euskaltel-Euskadi EUS |
| --------------------- | ------------------------ | --------------------- |
| Nr.                   | Rytter                   | Placering             |
| 241                   | Gotzon Martín (ESP)      | DNF                   |
| 242                   | Xabier Berasategi (ESP)  | DNF                   |
| 243                   | Xabier Isasa (ESP)       | DNF                   |
| 244                   | Víctor de la Parte (ESP) | DNF                   |
| 245                   | James Fouché (NZL)       | 33.                   |
| 246                   | Txomin Juaristi (ESP)    | DNF                   |
| 247                   | Iker Mintegi (ESP)       | DNF                   |

| UAE Team Emirates UAD | UAE Team Emirates UAD         | UAE Team Emirates UAD |
| --------------------- | ----------------------------- | --------------------- |
| Nr.                   | Rytter                        | Placering             |
| 1                     | Marc Hirschi (SUI) (landevej) | DNF                   |
| 2                     | Juan Ayuso (ESP)              | DNF                   |
| 3                     | Finn Fisher-Black (NZL)       | DNF                   |
| 4                     | João Almeida (POR)            | DNF                   |
| 5                     | Brandon McNulty (USA)         | DNF                   |
| 6                     | Domen Novak (SLO)             | DNF                   |
| 7                     | Diego Ulissi (ITA)            | DNF                   |

| Lidl-Trek LTK | Lidl-Trek LTK                      | Lidl-Trek LTK |
| ------------- | ---------------------------------- | ------------- |
| Nr.           | Rytter                             | Placering     |
| 11            | Mattias Skjelmose (DEN) (landevej) | DNF           |
| 12            | Andrea Bagioli (ITA)               | DNF           |
| 13            | Julien Bernard (FRA)               | DNF           |
| 14            | Patrick Konrad (AUT)               | DNF           |
| 15            | Bauke Mollema (NED)                | 35.           |
| 16            | Sam Oomen (NED)                    | DNF           |
| 17            | Toms Skujiņš (LAT)                 | 12.           |

| Soudal Quick-Step SOQ | Soudal Quick-Step SOQ   | Soudal Quick-Step SOQ |
| --------------------- | ----------------------- | --------------------- |
| Nr.                   | Rytter                  | Placering             |
| 21                    | Mauri Vansevenant (BEL) | DNF                   |
| 22                    | Antoine Huby (FRA)      | DNF                   |
| 23                    | James Knox (GBR)        | DNF                   |
| 24                    | Pepijn Reinderink (NED) | DNF                   |
| 25                    | Pieter Serry (BEL)      | DNF                   |
| 26                    | Ilan Van Wilder (BEL)   | 16.                   |
| 27                    | Louis Vervaeke (BEL)    | DNF                   |

| Israel-Premier Tech IPT | Israel-Premier Tech IPT | Israel-Premier Tech IPT |
| ----------------------- | ----------------------- | ----------------------- |
| Nr.                     | Rytter                  | Placering               |
| 31                      | Dylan Teuns (BEL)       | DNF                     |
| 32                      | George Bennett (NZL)    | DNF                     |
| 33                      | Simon Clarke (AUS)      | DNF                     |
| 34                      | Jakob Fuglsang (DEN)    | DNF                     |
| 35                      | Nick Schultz (AUS)      | DNF                     |
| 36                      | Jake Stewart (GBR)      | DNF                     |
| 37                      | Stephen Williams (GBR)  | 1.                      |

| Cofidis COF | Cofidis COF            | Cofidis COF |
| ----------- | ---------------------- | ----------- |
| Nr.         | Rytter                 | Placering   |
| 41          | Jon Izagirre (ESP)     | DNF         |
| 42          | Rubén Fernández (ESP)  | DNF         |
| 43          | Ben Hermans (BEL)      | DNF         |
| 44          | Jesús Herrada (ESP)    | DNF         |
| 45          | Gorka Izagirre (ESP)   | DNF         |
| 46          | Guillaume Martin (FRA) | 10.         |
| 47          | Anthony Perez (FRA)    | DNF         |

| Team Visma \| Lease a Bike TVL | Team Visma \| Lease a Bike TVL | Team Visma \| Lease a Bike TVL |
| ------------------------------ | ------------------------------ | ------------------------------ |
| Nr.                            | Rytter                         | Placering                      |
| 51                             | Tiesj Benoot (BEL)             | 9.                             |
| 52                             | Johannes Staune-Mittet (NOR)   | 27.                            |
| 53                             | Milan Vader (NED)              | DNF                            |
| 54                             | Loe van Belle (NED)            | DNF                            |
| 55                             | Tosh Van der Sande (BEL)       | DNF                            |
| 56                             | Tim van Dijke (NED)            | 20.                            |
| 57                             | Julien Vermote (BEL)           | DNF                            |

| Lotto Dstny LTD | Lotto Dstny LTD        | Lotto Dstny LTD |
| --------------- | ---------------------- | --------------- |
| Nr.             | Rytter                 | Placering       |
| 61              | Maxim Van Gils (BEL)   | 3.              |
| 62              | Jenno Berckmoes (BEL)  | DNF             |
| 63              | Logan Currie (NZL)     | DNF             |
| 64              | Jarrad Drizners (AUS)  | DNF             |
| 65              | Andreas Kron (DEN)     | 41.             |
| 66              | Sylvain Moniquet (BEL) | DNF             |
| 67              | Jonas Gregaard (DEN)   | DNF             |

| Team dsm-firmenich PostNL DFP | Team dsm-firmenich PostNL DFP | Team dsm-firmenich PostNL DFP |
| ----------------------------- | ----------------------------- | ----------------------------- |
| Nr.                           | Rytter                        | Placering                     |
| 71                            | Kevin Vermaerke (USA)         | DNF                           |
| 72                            | Matthew Dinham (AUS)          | DNF                           |
| 73                            | Patrick Eddy (AUS)            | DNF                           |
| 74                            | Enzo Leijnse (NED)            | 21.                           |
| 75                            | Tim Naberman (NED)            | DNF                           |
| 76                            | Martijn Tusveld (NED)         | DNF                           |
| 77                            | Frank van den Broek (NED)     | DNF                           |

| Arkéa-B&B Hotels ARK | Arkéa-B&B Hotels ARK      | Arkéa-B&B Hotels ARK |
| -------------------- | ------------------------- | -------------------- |
| Nr.                  | Rytter                    | Placering            |
| 81                   | Kévin Vauquelin (FRA)     | 2.                   |
| 82                   | Louis Barré (FRA)         | DNF                  |
| 83                   | Clément Champoussin (FRA) | 11.                  |
| 84                   | Ewen Costiou (FRA)        | DNF                  |
| 85                   | Anthony Delaplace (FRA)   | DNF                  |
| 86                   | Simon Guglielmi (FRA)     | DNF                  |
| 87                   | Laurens Huys (BEL)        | DNF                  |

| Movistar Team MOV | Movistar Team MOV             | Movistar Team MOV |
| ----------------- | ----------------------------- | ----------------- |
| Nr.               | Rytter                        | Placering         |
| 91                | Oier Lazkano (ESP) (landevej) | DNF               |
| 92                | Alex Aranburu (ESP)           | DNF               |
| 93                | Jorge Arcas (ESP)             | DNF               |
| 94                | Carlos Canal (ESP)            | 38.               |
| 95                | Davide Formolo (ITA)          | 24.               |
| 96                | Iván García Cortina (ESP)     | DNF               |
| 97                | Iván Romeo (ESP)              | DNF               |

| Bahrain Victorious TBV | Bahrain Victorious TBV  | Bahrain Victorious TBV |
| ---------------------- | ----------------------- | ---------------------- |
| Nr.                    | Rytter                  | Placering              |
| 101                    | Pello Bilbao (ESP)      | DNF                    |
| 102                    | Yukiya Arashiro (JPN)   | DNF                    |
| 103                    | Santiago Buitrago (COL) | 5.                     |
| 104                    | Nicolò Buratti (ITA)    | DNF                    |
| 105                    | Fran Miholjević (CRO)   | DNF                    |
| 106                    | Łukasz Wiśniowski (POL) | DNF                    |
| 107                    | Edoardo Zambanini (ITA) | DNF                    |

| Uno-X Mobility UXM | Uno-X Mobility UXM               | Uno-X Mobility UXM |
| ------------------ | -------------------------------- | ------------------ |
| Nr.                | Rytter                           | Placering          |
| 111                | Tobias Halland Johannessen (NOR) | 6.                 |
| 112                | Martin Bugge Urianstad (NOR)     | 43.                |
| 113                | Odd Christian Eiking (NOR)       | 17.                |
| 114                | Markus Hoelgaard (NOR)           | 30.                |
| 115                | Ådne Holter (NOR)                | 31.                |
| 116                | Anders Skaarseth (NOR)           | 23.                |
| 117                | Andreas Leknessund (NOR)         | 36.                |

| Ineos Grenadiers IGD | Ineos Grenadiers IGD     | Ineos Grenadiers IGD |
| -------------------- | ------------------------ | -------------------- |
| Nr.                  | Rytter                   | Placering            |
| 121                  | Tom Pidcock (GBR)        | DNF                  |
| 122                  | Laurens De Plus (BEL)    | DNF                  |
| 123                  | Omar Fraile (ESP)        | DNF                  |
| 124                  | Ethan Hayter (GBR)       | DNF                  |
| 125                  | Michał Kwiatkowski (POL) | DNF                  |
| 126                  | Brandon Rivera (COL)     | DNF                  |
| 127                  | Cameron Wurf (AUS)       | DNF                  |

| Alpecin-Deceuninck ADC | Alpecin-Deceuninck ADC     | Alpecin-Deceuninck ADC |
| ---------------------- | -------------------------- | ---------------------- |
| Nr.                    | Rytter                     | Placering              |
| 131                    | Axel Laurance (FRA)        | 18.                    |
| 132                    | Quinten Hermans (BEL)      | 19.                    |
| 133                    | Juri Hollmann (GER)        | DNF                    |
| 134                    | Søren Kragh Andersen (DEN) | 37.                    |
| 135                    | Xandro Meurisse (BEL)      | DNF                    |
| 136                    | Luca Vergallito (ITA)      | 44.                    |
| 137                    | Stan Van Tricht (BEL)      | DNF                    |

| EF Education-EasyPost EFE | EF Education-EasyPost EFE  | EF Education-EasyPost EFE |
| ------------------------- | -------------------------- | ------------------------- |
| Nr.                       | Rytter                     | Placering                 |
| 141                       | Richard Carapaz (ECU)      | 13.                       |
| 142                       | Owain Doull (GBR)          | DNF                       |
| 143                       | Ben Healy (IRL) (landevej) | 34.                       |
| 144                       | Mikkel Honoré (DEN)        | DNF                       |
| 145                       | Archie Ryan (IRL)          | DNF                       |
| 146                       | James Shaw (GBR)           | DNF                       |
| 147                       | Harry Sweeny (AUS)         | DNF                       |

| Team Jayco AlUla JAY | Team Jayco AlUla JAY   | Team Jayco AlUla JAY |
| -------------------- | ---------------------- | -------------------- |
| Nr.                  | Rytter                 | Placering            |
| 151                  | Michael Matthews (AUS) | DNF                  |
| 152                  | Lawson Craddock (USA)  | DNF                  |
| 153                  | Davide De Pretto (ITA) | DNF                  |
| 154                  | Luke Durbridge (AUS)   | DNF                  |
| 155                  | Anders Foldager (DEN)  | DNF                  |
| 156                  | Jan Maas (NED)         | DNF                  |
| 157                  | Mauro Schmid (SUI)     | DNF                  |

| Groupama-FDJ GFC | Groupama-FDJ GFC                  | Groupama-FDJ GFC |
| ---------------- | --------------------------------- | ---------------- |
| Nr.              | Rytter                            | Placering        |
| 161              | David Gaudu (FRA)                 | DNF              |
| 162              | Lorenzo Germani (ITA)             | 40.              |
| 163              | Romain Grégoire (FRA)             | 7.               |
| 164              | Valentin Madouas (FRA) (landevej) | 15.              |
| 165              | Quentin Pacher (FRA)              | DNF              |
| 166              | Rémy Rochas (FRA)                 | DNF              |
| 167              | Clément Russo (FRA)               | DNF              |

| Intermarché-Wanty IWA | Intermarché-Wanty IWA     | Intermarché-Wanty IWA |
| --------------------- | ------------------------- | --------------------- |
| Nr.                   | Rytter                    | Placering             |
| 171                   | Francesco Busatto (ITA)   | DNF                   |
| 172                   | Baptiste Planckaert (BEL) | DNF                   |
| 173                   | Lilian Calmejane (FRA)    | DNF                   |
| 174                   | Kevin Colleoni (ITA)      | DNF                   |
| 175                   | Tom Paquot (BEL)          | DNF                   |
| 176                   | Lorenzo Rota (ITA)        | DNF                   |
| 177                   | Rein Taaramäe (EST)       | DNF                   |

| TotalEnergies TEN | TotalEnergies TEN        | TotalEnergies TEN |
| ----------------- | ------------------------ | ----------------- |
| Nr.               | Rytter                   | Placering         |
| 181               | Mathieu Burgaudeau (FRA) | DNF               |
| 182               | Fabien Doubey (FRA)      | 25.               |
| 183               | Fabien Grellier (FRA)    | DNF               |
| 184               | Alan Jousseaume (FRA)    | DNF               |
| 185               | Jordan Jegat (FRA)       | 14.               |
| 186               | Alexis Vuillermoz (FRA)  | DNF               |
| 187               | Mattéo Vercher (FRA)     | DNF               |

| Decathlon-AG2R La Mondiale DAT | Decathlon-AG2R La Mondiale DAT | Decathlon-AG2R La Mondiale DAT |
| ------------------------------ | ------------------------------ | ------------------------------ |
| Nr.                            | Rytter                         | Placering                      |
| 191                            | Benoît Cosnefroy (FRA)         | 4.                             |
| 192                            | Bruno Armirail (FRA)           | 22.                            |
| 193                            | Dorian Godon (FRA)             | 8.                             |
| 194                            | Jordan Labrosse (FRA)          | DNF                            |
| 195                            | Paul Lapeira (FRA)             | DNF                            |
| 196                            | Nicolas Prodhomme (FRA)        | 32.                            |
| 197                            | Valentin Retailleau (FRA)      | DNF                            |

| Astana Qazaqstan Team AST | Astana Qazaqstan Team AST       | Astana Qazaqstan Team AST |
| ------------------------- | ------------------------------- | ------------------------- |
| Nr.                       | Rytter                          | Placering                 |
| 201                       | Simone Velasco (ITA) (landevej) | DNF                       |
| 202                       | Samuele Battistella (ITA)       | DNF                       |
| 203                       | Anthon Charmig (DEN)            | 42.                       |
| 204                       | Igor Tjzhan (KAZ)               | DNF                       |
| 205                       | Jevgenij Fedorov (KAZ)          | DNF                       |
| 206                       | Cristian Scaroni (ITA)          | DNF                       |
| 207                       | Santiago Umba (COL)             | DNF                       |

| Bora-Hansgrohe BOH | Bora-Hansgrohe BOH     | Bora-Hansgrohe BOH |
| ------------------ | ---------------------- | ------------------ |
| Nr.                | Rytter                 | Placering          |
| 211                | Aleksandr Vlasov       | DNF                |
| 212                | Roger Adrià (ESP)      | 26.                |
| 213                | Giovanni Aleotti (ITA) | DNF                |
| 214                | Alexander Hajek (AUT)  | DNF                |
| 215                | Bob Jungels (LUX)      | DNF                |
| 216                | Matteo Sobrero (ITA)   | DNF                |
| 217                | Frederik Wandahl (DEN) | DNF                |

| Q36.5 Pro Cycling Team Q36 | Q36.5 Pro Cycling Team Q36 | Q36.5 Pro Cycling Team Q36 |
| -------------------------- | -------------------------- | -------------------------- |
| Nr.                        | Rytter                     | Placering                  |
| 221                        | Gianluca Brambilla (ITA)   | DNF                        |
| 222                        | Walter Calzoni (ITA)       | DNF                        |
| 223                        | Mark Donovan (GBR)         | DNF                        |
| 224                        | Alessandro Fancellu (ITA)  | DNF                        |
| 225                        | Damien Howson (AUS)        | 29.                        |
| 226                        | Joey Rosskopf (USA)        | DNF                        |
| 227                        | James Whelan (AUS)         | DNF                        |

| Bingoal WB BWB | Bingoal WB BWB            | Bingoal WB BWB |
| -------------- | ------------------------- | -------------- |
| Nr.            | Rytter                    | Placering      |
| 231            | Floris De Tier (BEL)      | DNF            |
| 232            | Louka Matthys (BEL)       | DNF            |
| 233            | Johan Meens (BEL)         | 39.            |
| 234            | Luca Van Boven (BEL)      | 28.            |
| 235            | Aaron Van der Beken (BEL) | DNF            |
| 236            | Giacomo Villa (ITA)       | DNF            |
| 237            | Loïc Vliegen (BEL)        | DNF            |

| Euskaltel-Euskadi EUS | Euskaltel-Euskadi EUS    | Euskaltel-Euskadi EUS |
| --------------------- | ------------------------ | --------------------- |
| Nr.                   | Rytter                   | Placering             |
| 241                   | Gotzon Martín (ESP)      | DNF                   |
| 242                   | Xabier Berasategi (ESP)  | DNF                   |
| 243                   | Xabier Isasa (ESP)       | DNF                   |
| 244                   | Víctor de la Parte (ESP) | DNF                   |
| 245                   | James Fouché (NZL)       | 33.                   |
| 246                   | Txomin Juaristi (ESP)    | DNF                   |
| 247                   | Iker Mintegi (ESP)       | DNF                   |